# ترانواو
ترانواو (به لاتین: Tranovaho) یک منطقهٔ مسکونی در ماداگاسکار است که در Beloha واقع شده‌است.
 ترانواو  ۱۳٬۰۰۰ نفر جمعیت دارد و ۱۷۷ متر بالاتر از سطح دریا واقع شده‌است.